# Magnanime-Klasse
Die Magnanime-Klasse war eine Klasse von zwei 74-Kanonen-Linienschiffen 2. Ranges der französischen Marine, die von Jean-Denis Chevillard entworfen wurden und von 1779 bis 1796 in Dienst standen.

## Einheiten
| Name                                                               | Bauwerft             | Bestellung | Kiellegung   | Stapellauf       | Indienststellung | Verbleib                                                                                               |
| ------------------------------------------------------------------ | -------------------- | ---------- | ------------ | ---------------- | ---------------- | --- |
| Magnanime                                                          | Arsenal de Rochefort | 1778       | Oktober 1778 | 27. August 1779  | Dezember 1779    | Außer Dienst 1792, abgebrochen 1793                                                                    |
| Illustre Mucius Scévola (ab Januar 1791) Scévola (ab Februar 1791) | Arsenal de Rochefort |            | August 1779  | 23. Februar 1781 | März 1781        | Ab August 1793 zur 54-Kanonen-Fregatte (Razee) umgebaut, im Dezember 1796 im Sturm vor Irland gesunken |

## Technische Beschreibung
Die Klasse war als Batterieschiff mit zwei durchgehenden Geschützdecks konzipiert und hatte eine Länge von 55,63 Metern (Geschützdeck), eine Breite von 14,29 Metern und einen Tiefgang von 7,15 Metern bei einer Verdrängung von 2.950 Tonnen. Sie war ein Rahsegler mit drei Masten (Fockmast, Großmast und Besanmast). Der Rumpf schloss im Heckbereich mit einem Heckspiegel, in den Galerien integriert waren, die in die seitlich angebrachten Seitengalerien mündeten. Die Beplankung war kraweel ausgeführt, das heißt, die Enden der Planken stießen stumpf aufeinander, so dass eine glatte Außenfläche entstand.
Die Bewaffnung der Klasse bestand bei Indienststellung aus 74 Kanonen.
|        | Unterdeck       | Oberdeck        | Vordeck       | Achterdeck     | Kanonen (Geschossgewicht) |
| ------ | --------------- | --------------- | ------------- | -------------- | ------------------------- |
| Design | 28 × 36-Pfünder | 30 × 18-Pfünder | 4 × 8-Pfünder | 12 × 8-Pfünder | 74 Kanonen (410 kg)       |

## Besatzung
Die Besatzung hatte eine Stärke von 660 bis 750 Mann (Offiziere und Unteroffiziere bzw. Mannschaften).

## Bemerkungen
1. ↑  Die französische Einteilung in Rangklassen wich von der britischen ab. Zum Zeitpunkt der Indienststellung der Magnanime-Klasse waren französische Schiffe Zweiten Ranges Zweidecker mit 74 Kanonen.